# 대실역
대실(죽곡연합통증의학과)역(Daesil(Jukgok Union Pain Madicine Department)Station, 대실驛)은 대한민국 대구광역시 달성군 다사읍 달구벌대로에 있는 대구 도시철도 2호선의 역이다. 강창교 하저터널로 강창역과 연결된다.

## 특징
부역명은 죽곡연합통증의학과이다. 영업 개시 이후 본격적으로 죽곡지구 신도시가 개발되어 이용객이 급증하였다. 죽곡 네거리에 역이 있으며, 이 역에서 시내버스로 환승하여 세천리와 성서 5차 도시 첨단산업단지 쪽으로 갈 수 있다. 다사역, 정평역, 임당역, 영남대역과 함께 영업 시작 당시부터 스크린도어가 설치되어 있었던 역이다. 최근 스크린도어의 비상문이 교체되었다.
강창교 하저터널로 강창역과 연결된다.

## 역명의 유래
역명은 역이 위치한 죽곡리(竹谷里)의 고유어인 대실에서 유래하였다. 신라 시대에 가야의 침공을 방어하기 위해 마을 뒷산에 개성이라는 성이 세워졌는데, 그 아래 화살로 사용하던 대나무가 많아서 역명을 대실역이라고 하였다.

## 역 구조
2면 2선의 곡선 상대식 승강장이 있는 지하 역이고, 벽면 색상은 하얀색이다. 역위치는 다사읍 매곡리와 죽곡리에 걸쳐 있다.
스크린도어가 설치되어 있다.
이 역은 곡선 구간이 있어 발빠짐 안내방송을 한다.

### 승강장
| 다사 ↑ |
| \| 상  |
| ↓ 강창 |

| 상행 | ● 대구 도시철도 2호선 | 다사·문양 방면          |
| 하행 | ● 대구 도시철도 2호선 | 반월당·범어·영남대 방면 |

- 대합실을 통해 반대편 승강장으로의 이동이 가능하다.

## 역사
- 2005년 10월 18일 : 대구 도시철도 2호선 개통과 함께 영업 개시

## 역 주변
| 나가는 곳 | 방면 |
| --------- | --- |
| 1         | 다사고등학교 경남아너스빌 동화아이위시 죽곡휴먼시아 IM뱅크 다사지점 기업은행 다사지점 죽곡하우젠트아너스빌 왕선초등학교 왕선중학교 국민은행 다사지점 |
| 2         | 죽곡초등학교 강창태성그린시티 강창훼밀리타운 달성축협다사지점 삼호 e-편한세상 다사 행복을 심는치과                                                   |
| 3         | 강창교 죽곡제방 강정고령보 |
| 4         | 강창교 대실역청아람(1.2단지) 신한은행 다사지점 한솔병원 제이미주병원 대실가람병원                                                                    |

## 승차량 변동
죽곡리 아파트 단지 건설 이후 이용객이 폭발적으로 증가하고 있다. 현재도 이용객이 지속적으로 증가하고 있는 추세이다.
| 노선  | 승차 인원 | 승차 인원 | 승차 인원 | 승차 인원 | 승차 인원 | 승차 인원 | 승차 인원 | 승차 인원 | 승차 인원 | 승차 인원 | 승차 인원 | 승차 인원 | 승차 인원 | 주석 |
| 노선  | 2005년    | 2006년    | 2007년    | 2008년    | 2009년    | 2010년    | 2011년    | 2012년    | 2013년    | 2014년    | 2015년    | 2016년    | 2017년    | 주석 |
| ----- | --------- | --------- | --------- | --------- | --------- | --------- | --------- | --------- | --------- | --------- | --------- | --------- | --------- | ---- |
| 2호선 | 1,226     | 1,338     | 1,545     | 2,425     | 4,171     | 4,446     | 4,838     | 5,679     | 6,110     | 6,245     | 6,387     | 6,590     |           |      |

## 인접한 역
| 대구 도시철도 2호선 | 대구 도시철도 2호선   | 대구 도시철도 2호선  |
| ------------------- | --------------------- | -------------------- |
| 217 다사 문양 방면  | ● 대구 도시철도 2호선 | 219 강창 영남대 방면 |